# 溮河区
溮河区（しか-く）は中華人民共和国河南省信陽市に位置する市轄区。

## 行政区画
- 街道:老城街道、民権街道、車站街道、五里墩街道、五星街道、湖東街道、南湾街道、金牛山街道、双井街道、賢山街道
- 鎮:李家寨鎮、呉家店鎮、東双河鎮、董家河鎮、溮河港鎮
- 郷:游河郷、譚家河郷、柳林郷、十三里橋郷

## 友好都市
- 岡山県新見市（日本）1992年4月16日